# Videografia de Exo

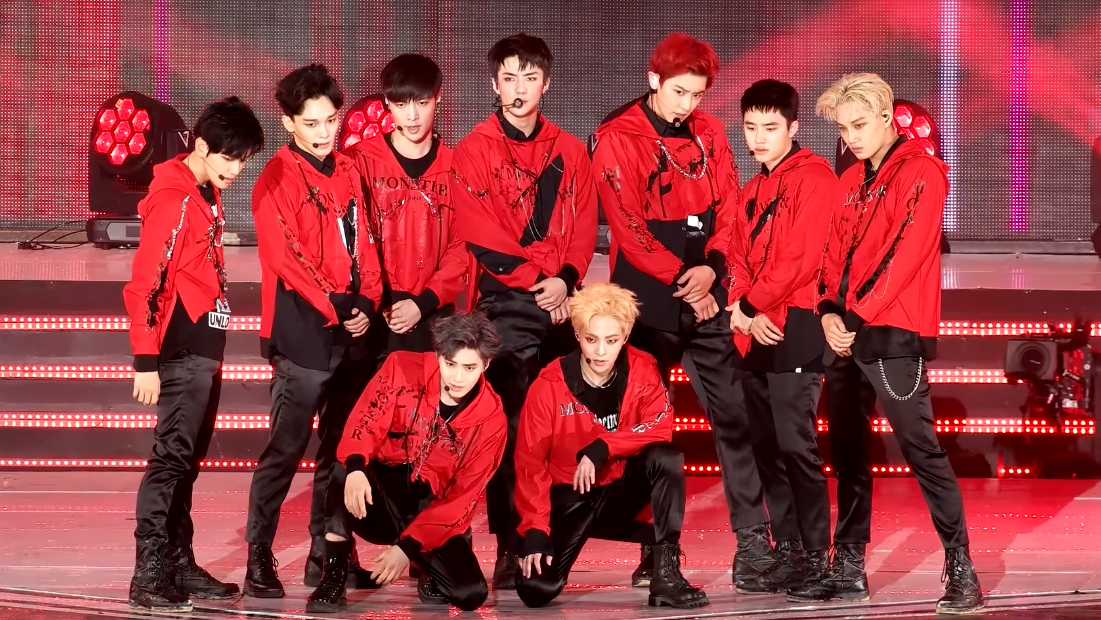
2016년 6월 18일 수원 K팝 콘서트에서의 EXO (Monster)

Esta é a videografia de Exo, um grupo masculino sino-coreano formado em 2011 pela S.M. Entertainment. Inicialmente separado nos subgrupos EXO-K e EXO-M, o grupo estreou em 8 de abril de 2012 com o lançamento do single "MAMA". Antes de sua estreia, vários membros do grupo modelaram em vídeos musicais realizados por artistas seniores da S.M..

## Vídeos musicais
| Ano  | Artista | Vídeo musical                                                              | Álbum                               | Língua           | Notas                                                            |
| ---- | ------- | -------------------------------------------------------------------------- | ----------------------------------- | ---------------- | ---------------------------------------------------------------- |
| 2012 | EXO-K   | "What Is Love"                                                             | MAMA                                | Coreano          | Primeiro single prólogo                                          |
| 2012 | EXO-M   | "What Is Love"                                                             | MAMA                                | Mandarim         | Primeiro single prólogo                                          |
| 2012 | EXO-K   | "History"                                                                  | MAMA                                | Coreano          | Segundo single prólogo                                           |
| 2012 | EXO-M   | "History"                                                                  | MAMA                                | Mandarim         | Segundo single prólogo                                           |
| 2012 | EXO-K   | "MAMA"                                                                     | MAMA                                | Coreano          | Single de estreia                                                |
| 2012 | EXO-M   | "MAMA"                                                                     | MAMA                                | Mandarim         | Single de estreia                                                |
| 2013 | EXO     | "Wolf"                                                                     | XOXO                                | Coreano          | Primeiro retorno com EXO-K e EXO-M unidos como um só grupo       |
| 2013 | EXO     | "Wolf"                                                                     | XOXO                                | Mandarim         | Primeiro retorno com EXO-K e EXO-M unidos como um só grupo       |
| 2013 | EXO     | "Music Video Drama Episode 1"                                              | XOXO                                | Coreano          | Vídeo musical de drama com músicas do XOXO                       |
| 2013 | EXO     | "Music Video Drama Episode 1"                                              | XOXO                                | Mandarim         | Vídeo musical de drama com músicas do XOXO                       |
| 2013 | EXO     | "Music Video Drama Episódio 2"                                             | XOXO                                | Coreano          | Vídeo musical de drama com músicas do XOXO                       |
| 2013 | EXO     | "Music Video Drama Episódio 2"                                             | XOXO                                | Mandarim         | Vídeo musical de drama com músicas do XOXO                       |
| 2013 | EXO     | "Growl"                                                                    | XOXO                                | Coreano          | Single de acompanhamento                                         |
| 2013 | EXO     | "Growl"                                                                    | XOXO                                | Mandarim         | Single de acompanhamento                                         |
| 2013 | EXO     | "Growl Music Video 2nd Version" (segunda versão do vídeo musical de Growl) | XOXO                                | Coreano          | Single de acompanhamento                                         |
| 2013 | EXO     | "Growl Music Video 2nd Version" (segunda versão do vídeo musical de Growl) | XOXO                                | Mandarim         | Single de acompanhamento                                         |
| 2013 | EXO     | "Miracles in December"                                                     | Miracles in December                | Coreano          | Single especial de inverno cantado por D.O., Chen e Baekhyun     |
| 2013 | EXO     | "Miracles in December"                                                     | Miracles in December                | Mandarim         | Single especial de inverno cantado por Luhan, Chen e Baekhyun    |
| 2014 | EXO-K   | "Overdose"                                                                 | Overdose                            | Coreano          | Single de retorno                                                |
| 2014 | EXO-M   | "Overdose"                                                                 | Overdose                            | Mandarim         | Single de retorno                                                |
| 2015 | EXO     | "Call Me Baby"                                                             | EXODUS                              | Coreano          | Single de retorno                                                |
| 2015 | EXO     | "Call Me Baby"                                                             | EXODUS                              | Mandarim         | Single de retorno                                                |
| 2015 | EXO     | "Love Me Right"                                                            | Love Me Right                       | Coreano          | Single de acompanhamento                                         |
| 2015 | EXO     | "Love Me Right"                                                            | Love Me Right                       | Mandarim         | Single de acompanhamento                                         |
| 2015 | EXO     | "Love Me Right"                                                            | Love Me Right ～romantic universe～ | Japonês          | Single de estreia japonesa                                       |
| 2015 | EXO     | "Lightsaber"                                                               | Sing for You                        | Coreano          | Single de colaboração de EXO e Star Wars                         |
| 2015 | EXO     | "Lightsaber"                                                               | Sing for You                        | Mandarim         | Single de colaboração de EXO e Star Wars                         |
| 2015 | EXO     | "Lightsaber"                                                               | Sing for You                        | Japonês          | Single de colaboração de EXO e Star Wars                         |
| 2015 | EXO     | "Sing for You"                                                             | Sing for You                        | Coreano          | Single especial de inverno                                       |
| 2015 | EXO     | "Sing for You"                                                             | Sing for You                        | Mandarim         | Single especial de inverno                                       |
| 2016 | EXO     | "Lucky One"                                                                | EX'ACT                              | Coreano          | Single de retorno                                                |
| 2016 | EXO     | "Lucky One"                                                                | EX'ACT                              | Mandarim         | Single de retorno                                                |
| 2016 | EXO     | "Monster"                                                                  | EX'ACT                              | Coreano          | Single de retorno                                                |
| 2016 | EXO     | "Monster"                                                                  | EX'ACT                              | Mandarim         | Single de retorno                                                |
| 2016 | EXO     | "Lotto"                                                                    | LOTTO                               | Coreano          | Single de acompanhamento                                         |
| 2016 | EXO     | "Lotto"                                                                    | LOTTO                               | Mandarim         | Single de acompanhamento                                         |
| 2016 | EXO     | "Dancing King"                                                             | Lançamento sem álbum                | Coreano          | Single de colaboração de EXO e Yoo Jae-suk através da SM Station |
| 2016 | EXO     | "Coming Over"                                                              | Coming Over                         | Japonês          | Single de retorno japonês                                        |
| 2016 | EXO     | "For Life"                                                                 | For Life                            | Coreano          | Single de retorno de inverno, estrelado por Kai, Suho e Chanyeol |
| 2016 | EXO     | "For Life"                                                                 | For Life                            | Mandarim         | Single de retorno de inverno, estrelado por Kai, Suho e Chanyeol |
| 2017 | EXO     | "Ko Ko Bop"                                                                | The War                             | Coreano          | Single de retorno                                                |
| 2017 | EXO     | "Ko Ko Bop"                                                                | The War                             | Mandarim         | Single de retorno                                                |
| 2017 | EXO     | "Power"                                                                    | The War: The Power Of Music         | Coreano          | Single de acompanhamento                                         |
| 2017 | EXO     | "Power"                                                                    | The War: The Power Of Music         | Mandarim         | Single de acompanhamento                                         |
| 2017 | EXO     | "Electric Kiss"                                                            | Countdown                           | Japonês          | Single de retorno                                                |
| 2017 | EXO     | "Universe"                                                                 | Universe                            | Coreano Mandarim | Single especial de inverno                                       |

### Outras aparições em videoclipes
| Ano  | Artista(s)                                                                                          | Vídeo musical         | Álbum                     | Membro(s)                       | Língua           | Notas |
| ---- | --------------------------------------------------------------------------------------------------- | --------------------- | ------------------------- | ------------------------------- | ---------------- | --- |
| 2008 | TVXQ                                                                                                | "HaHaHa Song"         | —                         | Suho, Chanyeol, Kai             | Coreano          | Aparição como estagiários                                                                                                |
| 2010 | Girls' Generation                                                                                   | "Genie"               | Girls' Generation         | Chanyeol                        | Japonês          | Aparição como um sonhador                                                                                                |
| 2012 | Girls' Generation-TTS                                                                               | "Twinkle"             | Twinkle                   | Baekhyun, Chanyeol, Kai e Sehun | Coreano          | Aparição como um fotografo (Chanyeol), visitante do salão de beleza (Baekhyun) e frequentadores (Kai e Sehun).           |
| 2012 | SM Town                                                                                             | "Dear My Family"      | I AM. Original Soundtrack | Luhan, Chen, Baekhyun e D.O.    | Coreano          | Cantam com outros artistas da SM Town                                                                                    |
| 2012 | Younique Unit                                                                                       | "Maxstep"             | PYL Younique Volume 1     | Luhan e Kai                     | Coreano          | Unidade também inclui Eunhyuk do Super Junior, Hyoyeon do Girls' Generation, Henry do Super Junior-M e Taemin do SHINee. |
| 2013 | K.Will                                                                                              | "You Don't Know Love" | Will In Fall              | Chanyeol                        | Coreano          | Papel principal |
| 2013 | Jin do Lovelyz                                                                                      | "Gone"                | Girls' Invasion           | Xiumin                          | Coreano          | Papel principal |
| 2014 | EXO, 2PM, Super Junior, Lee Min-ho, Park Shin-hye, Jang Geun Suk, Kim Hyun-joong, Choi Ji-woo & Eru | "You're So Beautiful" | —                         | Todos                           | Coreano & inglês | Para Lotte Duty Free |
| 2014 | Zhang Liyin                                                                                         | "Agape"               | —                         | Tao                             | Mandarim         | Papel principal |
| 2014 | Zhang Liyin                                                                                         | "Not Alone"           | —                         | Tao                             | Mandarim         | Papel principal |
| 2014 | Zhou Mi                                                                                             | Rewind                | Rewind                    | Chanyeol                        | Coreano          | Aparição em single de colaboração                                                                                        |
| 2014 | Zhou Mi                                                                                             | Rewind                | Rewind                    | Tao                             | Mandarim         | Aparição em single de colaboração                                                                                        |
| 2015 | BoA                                                                                                 | "Who Are You"         | Kiss My Lips              | Sehun                           | Coreano          | Papel principal |
| 2016 | Jo Kwon                                                                                             | "Crosswalk"           | Crosswalk                 | Suho                            | Coreano          | Papel principal |
| 2016 | Jimin                                                                                               | "Call You Bae"        | Read Out                  | Xiumin                          | Coreano          | Aparição em single de colaboração                                                                                        |
| 2016 | Vibe & Heize                                                                                        | "Lil' Something"      | —                         | Chen                            | Coreano          | Aparição em single de colaboração                                                                                        |
| 2016 | K.Will                                                                                              | "The Day"             | —                         | Baekhyun                        | Coreano          | Aparição em single de colaboração                                                                                        |
| 2016 | Far East Movement e Marshmello feat. Chanyeol e Tinashe                                             | "Freal Luv"           | Identity                  | Chanyeol                        | Inglês & coreano | Aparição em single de colaboração                                                                                        |

## Álbuns de vídeo

### DVDs
| Título                                                                                   | Detalhes do álbum | Melhor posição nas paradas | Melhor posição nas paradas | Vendas         |
| Título                                                                                   | Detalhes do álbum | JPN                        | JPN                        | Vendas         |
| Título                                                                                   | Detalhes do álbum | DVD                        | Blu-ray                    | Vendas         |
| ---------------------------------------------------------------------------------------- | --- | -------------------------- | -------------------------- | -------------- |
| EXO's First Box                                                                          | - Lançamento: 27 de março de 2014 - Línguas: Coreano, inglês e chinês - Tempo de execução: 2 horas e 59 minutos - Gravadora: S.M. Entertainment                            | —                          | —                          | - KOR: 71,154+ |
| EXO from Exoplanet #1 - The Lost Planet in Japan                                         | - Lançamento: 18 de março de 2015 - Línguas: Coreano, japonês e chinês - Tempo de execução: 2 horas e 41 minutos - Edições: Padrão, Deluxe - Gravadora: S.M. Entertainment | 2                          | 1                          | - JPN: 49,100+ |
| EXO from Exoplanet #1 - The Lost Planet in Seoul                                         | - Lançamento: 30 de junho 2015 - Línguas: Coreano, japonês e chinês - Tempo de execução: 2 horas e 45 minutos - Gravadora: S.M. Entertainment                              | —                          | —                          | - KOR: 10,680+ |
| EXO's Second Box                                                                         | - Lançamento: 30 de outubro de 2015 - Línguas: Coreano, chinês e inglês - Tempo de execução: 4 horas e 13 minutos - Gravadora: S.M. Entertainment                          | —                          | —                          | - KOR: 17,170+ |
| EXO from Exoplanet #2 - The EXO'luXion In Seoul                                          | - Lançamento: Feb 29, 2016 - Línguas: Coreano, japonês e chinês - Tempo de execução: 2 horas e 20 minutos - Gravadora: S.M. Entertainment                                  | —                          | —                          | - KOR: 9,153+  |
| EXO from Exoplanet #2 - The EXO'luXion In Japan                                          | - Lançamento: 9 de março de 2016 - Língua: Japonês - Gravadora: S.M. Entertainment                                                                                         | 1                          | 1                          | - JPN: 42,955  |
| EXO from Exoplanet #3 - The EXO'rDIUM In Japan                                           | - Lançamento:8 de março de 2017 - Língua: Japonês - Gravadora: S.M. Entertainment                                                                                          | 1                          | 1                          | - JPN: 33,930  |
| "—" indica lançamentos que não figuraram nas paradas ou não foram lançados nessa região. | |                            |                            |                |